# ميشكا مجبر موراني
ميشكا مجبر موراني (من مواليد 1953) شاعرة لبنانية.
ولدت ميشكا مجبر موراني باسم ماري كريستين مجبر في الإسكندرية لأم يونانية وأب لبناني-سوري. انتقلت العائلة إلى بيروت وهي في العاشرة من عمرها ومن ثم هاجرت إلى أستراليا واستقرت العائلة في سيدني، حيث أكملت دراستها الثانوية، ومن بعدها بدأت دراستها الجامعية في جامعة سيدني. حصلت على شهادتي البكالوريوس والماجستير في الأدب الإنجليزي من الجامعة الأمريكية في بيروت. عاشت في بيروت خلال الحرب الأهلية اللبنانية، حيث درّست اللغة الإنجليزية وعملت كمستشارة تربوية.

## أعمالها
- كي لا ننسى 1975-1990 ، 1991
- قصة "الحديقة العطرة" ، في كتاب روزان سعد خلف "حكايات: قصص قصيرة لنساء لبنانيات"، 2006.
- الشرفات: مذكرات البحر المتوسط ، 2009
- مع عايدة حداد، وحدة معا2012